# Akustyczny kotek
Akustyczny kotek (ang. acoustic kitty) – kryptonim projektu prowadzonego w latach sześćdziesiątych dwudziestego wieku przez Centralną Agencję Wywiadowczą Stanów Zjednoczonych. Jego celem było zbadanie przydatności kota domowego jako narzędzia podsłuchowego w misjach wywiadowczych.
W ramach projektu, dokonano próby implantacji w ciele zwierzęcia mikrofonu i źródła zasilania oraz umieszczenia anteny w ogonie kota. Całkowite koszty operacji chirurgicznych oraz treningu zwierzęcia zostały oszacowane przez niezależne źródła na ok. 10 milionów funtów brytyjskich.
Pierwszą misją akustycznego kota była retransmisja rozmowy, która miała odbyć się podczas spotkania dwóch mężczyzn przed ambasadą Związku Radzieckiego na Wisconsin Avenue w Waszyngtonie. Wypuszczony w tym celu w pobliżu kot został jednak bardzo szybko potrącony przez taksówkę i zabity.
Po tym incydencie projekt został wstrzymany.

## Akustyczny kotek w kulturze
Kanadyjski piosenkarz i aktor John Mann wydał w roku 2001 album muzyczny zatytułowany Acoustic Kitty. Temat piosenki tytułowej albumu był inspirowany właśnie tym projektem. Zbiegiem okoliczności, Mann gra rolę Jamesa Mallaby – dyrektora Canadian Security Intelligence Service, kanadyjskiej służby wywiadowczej, w serialu telewizyjnym Intelligence.